# Дмитриадовка
Дмитриадовка — посёлок в Неклиновском районе Ростовской области.
Входит в состав Новобессергеневского сельского поселения.

## Население
| 2010 |
| ---- |
| 728  |

## Улицы
| - ул. Кооперативная, - ул. Красноармейская, - ул. Крупской, - ул. Мирная, | - ул. Октябрьская, - ул. Пионерская, - ул. Полевая, - ул. Степная 2-я, | - ул. Степная 3-я, - ул. Тельмана, - пер. Тенистый, - ул. Транспортная. |

## Происшествия
21 мая 2021 года в поселке при проведении работ на очистных сооружениях предположительно произошёл выброс метана. По сообщениям СМИ, погибли 10 человек, ещё 8 пострадали.